# Русско-Осиновский
Ру́сско-Оси́новский — хутор во Фроловском районе Волгоградской области России. Входит в Дудаченское сельское поселение.

## География
Хутор находится в 7 км юго-западнее поселка Дудаченский на берегу пруда, а также в 50 км северо-восточнее города Фролово.
Хорошие условия для рыбалки и охоты.

## История
По состоянию на 1 января 1936 года входил Русско-Осиновский сельсовет Фроловского района. В хуторе имелся фельдшерский пункт и начальная школа.

## Население
На 1 января 1936 года в хуторе имелось 105 хозяйств, проживало 419 человек, преобладающая национальность — русские.
По данным Всероссийской переписи населения на 9 октября 2002 года в хуторе проживало 79 человек, из которых 60 % отнесли себя к русским, 30 % — к азербайджанцам.
По данным Всероссийской переписи населения на 14 октября 2010 года в хуторе проживало 30 человек.

## Инфраструктура
По состоянию на 2004 год в хуторе работал магазин, были дороги с твёрдым покрытием.